# Олівер Лампе
Олівер Лампе (нім. Oliver Lampe, 9 квітня 1974) — німецький плавець.
Призер Олімпійських Ігор 1996 року.
Призер Чемпіонату світу з водних видів спорту 1994 року.
Чемпіон Європи з водних видів спорту 1995 року.
Призер літньої Універсіади 1993 року.